# Eric Luke
Eric Luke is een Amerikaans regisseur en acteur. Hij begon zijn carrière als filmschrijver. Enkele werken van Luke zijn Explorers voor Paramount Pictures, Gargoyles voor The Walt Disney Company, MGM en anderen. Ook schreef en regisseerde hij twee films van de Not Quite Human serie voor Disney Channel.

## Filmografie

### Schrijver
- Teenage Mutant Ninja Turtles (2003-2004)
- Xyber 9: New Dawn (1999)
- Gargoyles: The Heroes Awaken (1995)
- Gargoyles (1994)
- Still Not Quite Human (1992)
- Jetsons: The Movie (1990)
- Not Quite Human II (1989)
- Explorers (1985)
- Dark Ages (1977)

### Regisseur
- Still Not Quite Human (1992)
- Not Quite Human II (1989)
- Dark Ages (1977)